# 白水綠豔擬守瓜
白水綠豔擬守瓜（学名：Dercetina shirozui）为金花蟲科豔擬守瓜屬下的一个种。